# Suzanne Clément
Pour les articles homonymes, voir Clément.

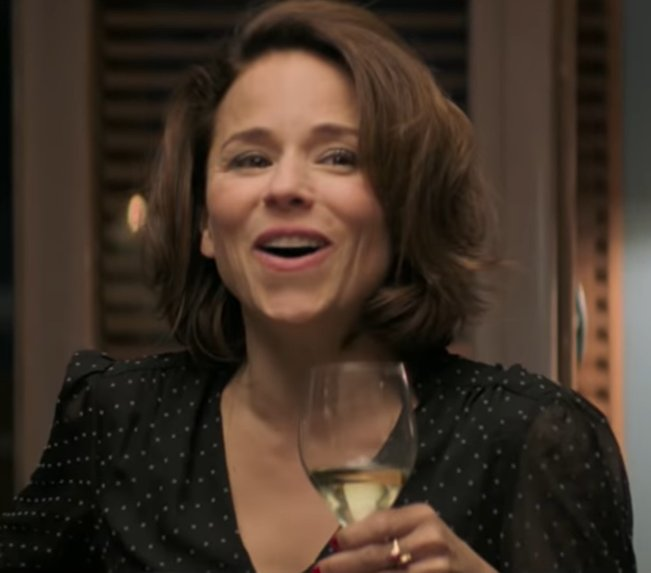
Suzanne Clément dans le teaser du film Le Jeu.

Suzanne Clément est une actrice québécoise née le 12 mai 1969 à Montréal (Canada). 
Elle obtient une reconnaissance internationale avec ses rôles dans deux films du réalisateur Xavier Dolan : Laurence Anyways en 2012 (Prix d’interprétation féminine - Un certain regard) et Mommy en 2014.
À partir de l'année 2017, elle tourne plus régulièrement en France. Ainsi, elle tient des seconds rôles dans de grosses productions : Le Sens de la fête de Eric Toledano et Olivier Nakache en 2017, Le Jeu en 2018 et L'Origine du Mal en 2022.

## Biographie
Suzanne Clément est la fille d'un père fonctionnaire et d'une mère secrétaire. Elle est repérée à onze ans par un directeur de casting, et elle joue à douze ans dans la série télévisée Les Transistors. Elle intègre le Conservatoire d'art dramatique de Montréal, et en sort en 1993. Elle obtient ensuite plusieurs rôles dans des séries télévisés, comme Les Hauts et les Bas de Sophie Paquin, dont elle est l'actrice principale, et Unité 9, dans laquelle elle incarne le personnage de Shandy, une prostituée, durant la première saison. Son départ de la série pour tenter sa chance à l'international fera grand bruit.
Elle se fait ensuite connaitre internationalement grâce à sa participation à différents films de Xavier Dolan, tels que Laurence Anyways, pour lequel elle obtient un prix d'interprétation féminine de la sélection Un certain regard de 2012 à Cannes, et Mommy, prix du jury au festival de Cannes 2014. Depuis, elle tourne essentiellement en France où elle s'est installée, avant de revenir à Montréal à la suite du décès de son père.
Étant bilingue, elle participe également à des tournages anglophones, entre autres dans le film Sitting on the Edge of Marlene (en), en 2014.
En septembre 2022, elle devient la tête d'affiche de la série quotidienne québécoise STAT, dans laquelle elle incarne le personnage d'Emmanuelle St-Cyr, urgentologue de l'hôpital St-Vincent.

## Filmographie

### Cinéma
- 1995 : Le Confessionnal de Robert Lepage : Rachel
- 1998 : Viens dehors! d'Éric Tessier : Marie
- 1998 : Deux secondes de Manon Briand : La Bella
- 1999 : Opération Tango de Mark Blandford : Nicou Langlois
- 1999 : Atomic Saké de Louise Archambault : Véronique
- 1999 : Quand je serai parti... vous vivrez encore de Michel Brault : Angèle Bouchard
- 2001 : Foie de canard et cœur de femme de Stéphane Lapointe (en) : Hélène
- 2005 : L'Audition de Luc Picard : Suzie
- 2007 : La Brunante de Fernand Dansereau : Zoé
- 2007 : Express (court métrage) : Louise Stevens
- 2008 : C'est pas moi, je le jure! de Philippe Falardeau : Madeleine Doré, la mère
- 2009 : J'ai tué ma mère de Xavier Dolan : Julie Cloutier
- 2010 : Tromper le silence de Julie Hivon : Viviane Langevin
- 2010 : Y'en aura pas de facile de Marc-André Lavoie : Kristina
- 2012 : Laurence Anyways de Xavier Dolan : Frédérique
- 2013 : Amsterdam de Stefan Miljevic : Madeleine
- 2014 : Mommy de Xavier Dolan : Kyla
- 2014 : À la vie de Jean-Jacques Zilbermann : Rose
- 2014 : Sitting on the Edge of Marlene (en) d'Ana Valine
- 2015 : Les Premiers, les Derniers de Bouli Lanners : Clara
- 2016 : Guibord s'en va-t-en guerre de Philippe Falardeau : Suzanne Guibord
- 2016 : La Taularde d'Audrey Estrougo : Anita Lopes
- 2016 : Early Winter de Michael Rowe : Mandy
- 2017 : Des plans sur la comète de Guilhem Amesland : Michèle
- 2017 : Le Sens de la fête d'Olivier Nakache et Eric Toledano : Josiane
- 2017 : Numéro Une de Tonie Marshall : Véra Jacob
- 2017 : Le Rire de ma mère de Colombe Savignac, Pascal Ralite : Marie
- 2017 : Espèces menacées de Gilles Bourdos : Edith Kaufman
- 2018 : The Child Remains de Michael Melski : Rae
- 2018 : Birthmarked (en) de Emanuel Hoss-Desmarais : Dr. Julie Bouchard
- 2018 : Le Jeu de Fred Cavayé : Charlotte
- 2019 : Raoul Taburin de Pierre Godeau : Madeleine
- 2021 : Les Fantasmes de David et Stéphane Foenkinos : Louise
- 2021 : Flashback de Caroline Vigneaux : George Sand
- 2022 : L'Origine du mal de Sébastien Marnier : la détenue
- 2022 : Ailleurs si j'y suis de François Pirot : Catherine
- 2024 : Longing de Savi Gabizon : Rachel
- 2024 :  Loups-Garous de François Uzan : Marie
- 2025 : Les Orphelins d'Olivier Schneider : Christina

### Télévision
- 1982 : Les Transistors : Julie
- 1992 - 1996 : Watatatow : Isabelle Bélanger
- 1995 : Les Machos : Geneviève Bordeleau
- 1997 : Sous le signe du lion : Martine Julien
- 1999 : Histoires de filles : Claudie
- 2000 : L'Ombre de l'épervier : Louise Beaupré
- 2001 : La Vie, la vie : Valérie
- 2002 : Jean Duceppe : Helene Rowley
- 2004 : Smash : Natacha, la blonde de François
- 2005 : Cover Girl : Camille Langlois
- 2005 : Trudeau II: Maverick in the Making : Mercédès
- 2006 - 2009 : Les Hauts et les Bas de Sophie Paquin : Sophie Paquin
- 2010 - 2012 : Les Rescapés : Consuela
- 2012 - 2013 : Unité 9 : Shandy Galarneau
- 2013 : Le Jour où tout a basculé (Saison 3, épisode 18 - Je porte le bébé de ma sœur) : Manon, la sœur de Camille
- 2017 : Versailles : Madame Agathe (Saison 2)
- 2017 : La Forêt de Julius Berg : Virginie Musso (série en 6 épisodes)
- 2020 : Vampires : Martha Radescu
- 2020 : Dérapages de Ziad Doueiri : Nicole Delambre (série en 6 épisodes)
- 2020 : Bulle d'Anne Deluz : Jeanne
- 2021 : La Corde de Dominique Rocher : Agnès (série en 3 épisodes)
- 2022 - : Stat : Emmanuelle St-Cyr

### Réalisatrice
- 2019 : Relai, court-métrage

### Clips
- 1991 : Goodbye my love - Léandre Éthier
- 1990 : Prendre le temps - Léandre Éthier

## Théâtre
- 2019-2020 : L'Heureux Stratagème de Marivaux, m.e.s Ladislas Chollat - Théâtre Edouard VII[10]

## Distinctions

### Récompenses
- 2007 : Prix Gémeau Meilleur premier rôle féminin : comédie pour Les Hauts et les Bas de Sophie Paquin
- 2008 : Prix Gémeau Meilleur premier rôle féminin : comédie pour Les Hauts et les Bas de Sophie Paquin
- Festival de Cannes 2012 : Cannes (Sélection « Un certain regard ») : Prix d'interprétation féminine pour Laurence Anyways
- Festival international du film francophone de Namur 2014 : Bayard d’Or de la Meilleure comédienne pour Mommy
- 2015 : Gagnante de la Meilleure actrice de soutien
- Trophées francophones du cinéma 2015 : Trophée francophone du second rôle féminin pour Mommy
- 2023: Prix Gémeaux Meilleur premier rôle féminin: série dramatique quotidienne[11]

### Nominations
- 2005 : Nomination - Prix Génie meilleure actrice de soutien pour L'Audition
- 2005 : Nomination - Jutra meilleure actrice pour L'Audition
- 2008 : Nomination - Jutra meilleure actrice de soutien pour La Brunante
- 2009 : Nomination - Jutra meilleure actrice pour C'est pas moi, je le jure!
- 2009 : Nomination - Prix Gémeau meilleure interprétation premier rôle féminin : comédie pour Les Hauts et les Bas de Sophie Paquin
- 2013 : Nomination - Jutra meilleure actrice pour Laurence Anyways